# Martes 13
En las culturas de Grecia y algunos de los países de cultura hispana, como España,  Cuba, Uruguay, Paraguay, República Dominicana, Argentina, Chile, Perú, Venezuela, Colombia, Ecuador y otros, se considera martes 13 un día de mala suerte.
Marte es el dios romano de la guerra, por lo cual el martes está regido por el planeta rojo, el de la destrucción, la sangre y la violencia. Además, la leyenda dice que un martes 13 se produjo la confusión de lenguas en la Torre de Babel.

## Paremiología
En español, existe un antiguo refrán que ilustra en parte la superstición: En martes 13, ni te cases, ni te embarques, ni de tu casa te apartes. Para muchas personas, es lo mismo que decir: en un día aciago y funesto como el martes, no emprendas ningún negocio de importancia.

## Mitología romana y griega
El martes, segundo día de la semana consagrado al planeta Marte y al dios Marte, del que tomó el nombre y con cuya figura le representan, fue considerado entre los egipcios de la Antigüedad como día de muy mal agüero, porque decían era el del nacimiento de Tifón, uno de los gigantes que se atrevieron a escalar el cielo.

## Civilización turca
Entre los turcos, también se incluye el martes entre los días funestos, como el jueves lo era entre los griegos, razón por la cual no suelen ponerse en camino, ni emprender en lo más importante.

## Feijóo
El benedictino Benito Jerónimo Feijoo habla detenidamente acerca de su origen en sus Cartas eruditas y curiosas, con toda la intención de erradicar la superstición.

## Alfonso el Batallador y la letrar
Otro posible origen para esta especie de proverbio radica en haber sido martes el día en que Alfonso el Batallador fue vencido y muerto por los moros, en 1134, durante la batalla de Fraga.
Pero si tal desgracia sucedió, como cree Zurita, el 7 de septiembre, este día fue viernes, y solo podrá favorecer la opinión, tan vulgar y supersticiosa como la otra, de que la calidad de infausto comprende a los tres días de la semana en cuyos nombres entra la letra r: martes, miércoles y viernes. De aquí el otro refrán: «En viernes, miércoles y martes, no te cases, ni te embarques».

## Jaime I de Aragón
Al hablar Mariana, en su Historia de España —año de 1276, libro XIV, cap. 2—, de la muerte del Rey D. Jaime I de Aragón y del destrozo que sus tropas sufrieron en Luxen, dice: «El estrago fue tal y la matanza que desde entonces comenzó el vulgo a llamar aquel día, que era martes, de mal agüero y aciago».

## Francisco de Quevedo
Francisco de Quevedo, riéndose de esta supersticiosa creencia, dice: «El martes es día aciago, para los que caminan a pie, y para los que prenden».

## Vicente Joaquín Bastús y Carrera
También dice: «Martes toma todo lo que te dieren y no repares en cumplimientos». (La sabiduría de las naciones, de Vicente Joaquín Bastús y Carrera (1862).

## En aviones y edificios
Hay mucha gente con fobia a este día, que no viaja a ningún lado por superstición. También es habitual que los aviones no tengan fila 13 (se supone que los pasajeros no comprarían billetes para dicha fila). La fobia a este día se llama trezidavomartiofobia.

## Mito
Las connotaciones negativas que se le dan al martes 13 no tienen fundamentos científicos, por lo cual se debe tener muy claro que sólo se trata de un mito.

## Buena suerte
Incluso hay mucha gente que lo ha tomado al revés, por lo cual, dentro de sus creencias, lo consideran como un día de buena suerte. Tanto así, que durante ese día muchos apuestan por ese número en los juegos de azar.

## El viernes 13 y el viernes 17
Las connotaciones aplicadas a este día son iguales a las del viernes 13 en las culturas anglosajonas o el viernes 17 en Italia.

## El número 13 en la Antigüedad
Desde la Antigüedad, el número 13 fue considerado como de mal augurio ya que en la Última Cena de Jesucristo había doce apóstoles y Jesús. Se considera a Judas el traidor como el número 13. La Cábala enumera a 13 espíritus malignos, al igual que las leyendas nórdicas; en el Apocalipsis, su capítulo 13 corresponde al Anticristo y a la Bestia. También una leyenda escandinava cuenta que, según la misma tradición, en una cena de dioses en el Valhalla, Loki, el espíritu del mal era el decimotercer invitado. En el Tarot, este número hace referencia a la muerte y a la desgracia eterna.

## Por qué el martes: caída de Constantinopla
El martes 29 de mayo de 1453, cayó la ciudad de Constantinopla. Según parece, el papa y las repúblicas de Venecia y Génova enviaron una flotilla de ayuda a la ciudad sitiada, pero esta caería antes de que llegaran. Cuando la flota de socorro iba a entrar por el estrecho de los Dardanelos, se cruzaron con unos pocos barcos de refugiados que huían de la ciudad conquistada; al preguntar cuándo había caído, éstos respondieron que el martes. La caída de Constantinopla supuso un profundo trauma para las potencias cristianas, y el día de su caída, el martes, asociado además a Marte, dios de la guerra romano, pasó a considerarse de mala suerte.

## La cuestión del martes
Martes es una palabra que deriva del nombre del planeta Marte, que en la Edad Media era llamado «el pequeño maléfico» y que regía los temperamentos de voluntad, energía, tensión y agresividad. Marte es el dios romano de la guerra, por lo cual el día martes, regido por el planeta rojo, es el de la destrucción, la sangre y la violencia. Además, una tradición dice que un martes 13 se produjo la confusión de lenguas en la Torre de Babel.